# 博爾尼西市鎮

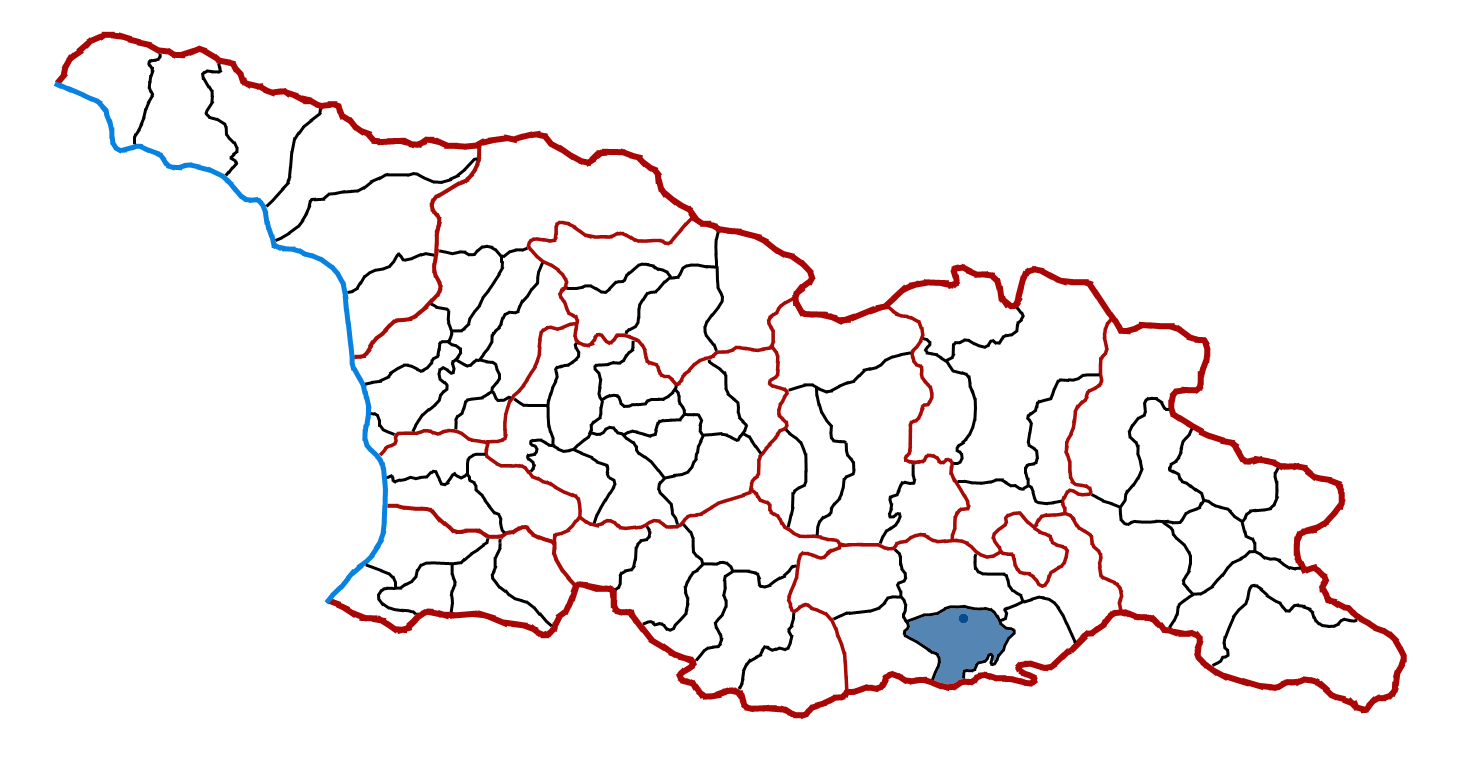

博爾尼西市鎮，是格魯吉亞東南部下卡尔特利大区的市镇，行政中心为博爾尼西。市镇面積为804平方公里，2014年人口数量为53,590人，人口密度每平方公里67人。